# Divlje naselje
Divlje naselje je naziv za naselje sagrađeno bez pripadajućeg urbanističkog plana i potrebnih dozvola.
Takva naselja često nastaju oko postojećih gradova gdje postoji kakva-takva komunalna infrastruktura. Sastoje se uglavnom ili u cijelosti od provizornih ili improviziranih smještaja.
U različitim zemljama divlja naselja imaju različite karakteristike i nazive: U Argentini, se nazivaju Villa Miseria, favela u Brazilu, u Peruu pueblos jóvenes ili asentamientos humanos, u Ekvadoru Invasiones a u Turskoj gecekondu. Drugi nazivi su Bidonville u frankofonskim zemljama Afrike, Katchi Abadi u Pakistanu i Shantytown u anglofonim zemljama.